# Waldenserkirche (Gottstreu)

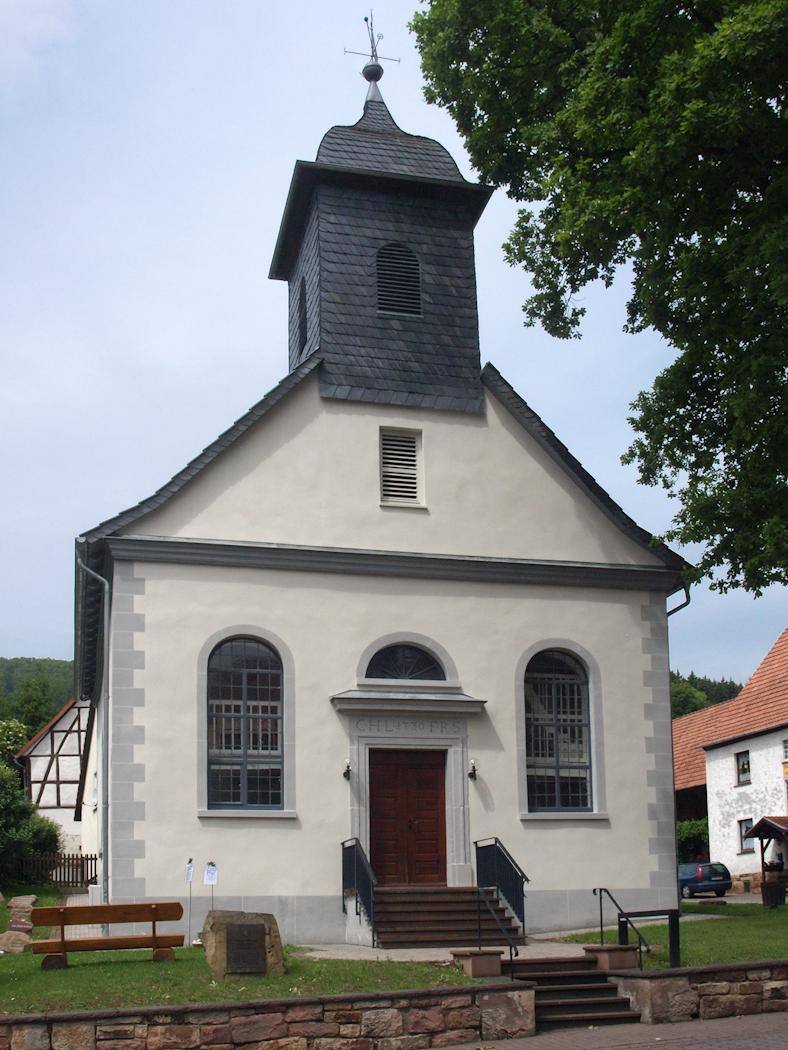
Waldenserkirche in Gottstreu

Die Waldenserkirche ist die evangelische Kirche von Gottstreu, einem Ortsteil der Gemeinde Wesertal im hessischen Landkreis Kassel. Zusammen mit Gewissenruh gehört Gottstreu zum Pfarramt Lippoldsberg im Ev. Gesamtverband Oberweser im Kirchenkreis Hofgeismar-Wolfhagen der Evangelischen Kirche von Kurhessen-Waldeck.

## Geschichte
Der 1722 für waldensische Glaubensflüchtlinge aus Frankreich durch Landgraf Karl von Hessen-Kassel zusammen mit dem benachbarten Ort Gewissenruh als „Kolonie“ gegründete Ort Gottstreu erhielt 1730 eine eigene Kirche, nachdem der Plan, einen für beide Orte gemeinsamen Kirchenbau durch den Karlshafener Baumeister Friedrich Conradi errichten zu lassen, aufgegeben wurde. Die Inschrift über dem Portal nennt in Initialen (C H L 1730 F R S) die beiden Bauherren der Kirche, Landgraf Karl, und seinen Sohn König Friedrich von Schweden. Anders als die übrigen Hugenottenkirchen der Landgrafschaft Kassel ist die Waldenserkirche von Gottstreu als verputzter Werksteinbau im Stil des Weserbarock errichtet. Bis 1825 wurde der Gottesdienst in Gottstreu in französischer Sprache durch den Pfarrer der französisch-reformierten Gemeinde in Karlshafen gehalten.

## Orgel
Zwischen 1860 und 1880 erhielt die Waldenserkirche ihre Orgel in barockisierendem Prospekt aus der Werkstatt der Gebrüder Euler in Gottsbüren. Das im 20. Jahrhundert mehrfach veränderte Instrument hat die folgende Disposition:
| Manual C–f3 |            |       |
| 1.          | Principal  | 8′    |
| 2.          | Gedackt    | 8′    |
| 3.          | Oktave     | 4′    |
| 4.          | Flöte      | 4′    |
| 5.          | Oktave     | 2′    |
| 6.          | Quinte     | 1 ⁄3′ |
| 7.          | Mixtur III | 1 ⁄3′ |

| Pedal C–c1 |           |     |
| 8.         | Subbass   | 16′ |
| 9.         | Octavbass | 8′  |

- Koppeln: I/P